# Österreichische Eishockey-Liga 2020-2021
La stagione 2020-2021 della Österreichische Eishockey-Liga, ufficialmente bet-at-home ICE Hockey League 2020-2021 per motivi di sponsorizzazione, ha avuto inizio il 25 settembre 2020 ed è terminata ad aprile 2021.
Dopo la cancellazione della stagione precedente a causa della pandemia di COVID-19, il titolo non venne assegnato e pertanto è vacante.

## Squadre partecipanti
Per la stagione 2020-2021 le squadre sono rimaste 11: è uscito dalla lega per motivi economici il club ceko dell'Orli Znojmo, mentre si è iscritta una squadra slovacca, i Bratislava Capitals.
| Squadre in ICE Hockey League nella stagione 2020-2021 | Squadre in ICE Hockey League nella stagione 2020-2021 | Squadre in ICE Hockey League nella stagione 2020-2021 | Squadre in ICE Hockey League nella stagione 2020-2021 | Squadre in ICE Hockey League nella stagione 2020-2021 |
| Club                                                  | Città                                                 | Arena                                                 | Capacità                                              |                                                       |
| ----------------------------------------------------- | ----------------------------------------------------- | ----------------------------------------------------- | ----------------------------------------------------- | ----------------------------------------------------- |
| Fehérvár AV19                                         | Székesfehérvár                                        | Ifjabb Ocskay Gábor Jégcsarnok                        | 3.500                                                 |                                                       |
| Black Wings Linz                                      | Linz                                                  | KeineSorgenEisarena                                   | 3.800                                                 |                                                       |
| Bolzano                                               | Bolzano                                               | Palaonda                                              | 7.200                                                 |                                                       |
| Dornbirn                                              | Dornbirn                                              | Messestadion Dornbirn                                 | 4.270                                                 |                                                       |
| Graz 99ers                                            | Graz                                                  | Eisstadion Liebenau                                   | 4.050                                                 |                                                       |
| Innsbruck                                             | Innsbruck                                             | Tiroler Wasserkraft Arena                             | 3.200                                                 |                                                       |
| KAC                                                   | Klagenfurt                                            | Stadthalle Klagenfurt                                 | 5.088                                                 |                                                       |
| Bratislava Capitals                                   | Bratislava                                            | Slovnaft Aréna                                        | 10.055                                                |                                                       |
| Red Bull Salisburgo                                   | Salisburgo                                            | Eisarena Salzburg                                     | 3.500                                                 |                                                       |
| Vienna Capitals                                       | Vienna                                                | Albert-Schultz-Halle                                  | 7.022                                                 |                                                       |
| Villacher SV                                          | Villach                                               | Stadthalle Villach                                    | 4.500                                                 |                                                       |

## Regular season

### Risultati
| In casa                                                                         | In trasferta  | In trasferta | In trasferta | In trasferta | In trasferta  | In trasferta | In trasferta | In trasferta | In trasferta  | In trasferta | In trasferta  |
| ------------------------------------------------------------------------------- | ------------- | ------------ | ------------ | ------------ | ------------- | ------------ | ------------ | ------------ | ------------- | ------------ | ------------- |
| In casa                                                                         | HCB           | RBS          | VIC          | KAC          | G99           | VSV          | BWI          | AVS          | HCI           | DEC          | BRC           |
| Bolzano                                                                         | –             | 2:0 2:3      | 3:2 2:3dtr   | 2:3dts 4:3   | 2:3dts 4:0    | 4:1 5:0      | 3:0 4:0      | 4:1 0:1      | 6:1 2:0       | 4:1 5:3      | 6:5 6:0       |
| Red Bull Salisburgo                                                             | 4:5dtr 2:3dts | –            | 1:4 1:4      | 4:2 1:3      | 10:2 4:3dts   | 6:1 2:3dtr   | 2:3dts 2:4   | 5:3 4:3      | 5:1 2:4       | 4:1 2:0      | 5:1 3:2       |
| Vienna Capitals                                                                 | 3:2 0:3       | 4:1 2:4      | –            | 0:1 2:3      | 4:3dtr 3:2dts | 1:2dtr 1:2   | 5:3 1:2      | 4:5dtr 4:2   | 5:4 6:5dtr    | 2:1 3:4dtr   | 3:1 3:2       |
| KAC                                                                             | 2:3 1:0dts    | 4:1 6:3      | 4:5dts 5:3   | –            | 0:2 1:2V      | 3:1 4:3      | 1:4 3:2      | 5:0 2:1dts   | 2:1 1:4       | 3:4dtr 4:3   | 2:3 6:1       |
| Graz 99ers                                                                      | 1:2 3:2       | 3:4dtr 2:5   | 6:2 4:1      | 3:6 2:6      | –             | 4:2 1:3      | 3:1 3:1      | 6:4 0:1      | 7:5 4:6       | 1:2 1:7      | 5:4 1:4       |
| Villacher SV                                                                    | 2:1dts 2:3dtr | 1:0dtr 1:3   | 4:1 4:5      | 2:1 0:4      | 2:6 2:3       | –            | 1:4 4:3      | 3:5 2:5      | 3:4 3:6       | 6:5dtr 2:1   | 4:6 1:5       |
| Black Wings Linz                                                                | 1:3 3:2       | 3:6 0:6      | 3:1 2:3      | 0:4 0:6      | 2:0 1:2dts    | 2:3 4:3      | –            | 1:4 0:2      | 1:5 1:4       | 2:6 1:3      | 2:5 3:4       |
| Fehérvár AV19                                                                   | 5:4 7:4       | 7:0 4:2      | 3:4dtr 1:4   | 1:4 5:4dtr   | 5:2 5:4       | 1:2 5:2      | 3:1 5:4dts   | –            | 4:5dtr 3:2dts | 4:5dts 0:3   | 3:2dtr 4:2    |
| Innsbruck                                                                       | 2:5 2:3       | 4:1 1:3      | 1:6 5:4dts   | 1:2 0:3      | 3:4dtr 6:3    | 5:4dtr 5:2   | 6:3 2:4      | 3:4 3:6      | –             | 4:1 2:4      | 2:3dtr 2:3dtr |
| Dornbirn                                                                        | 2:3 2:1       | 2:3dts 2:3   | 0:4 4:5dtr   | 1:3 3:1      | 2:0 6:2       | 3:2dts 3:5   | 5:3 1:2      | 2:3 4:3dts   | 2:6 7:4       | –            | 3:2 6:5dts    |
| Bratislava Capitals                                                             | 0:4 4:5dtr    | 1:0 2:3      | 2:7 2:5      | 2:1 1:3      | 3:5 2:1       | 2:1dtr 3:2   | 4:3 3:2      | 1:3 2:5      | 5:2 3:2       | 1:4 1:5      | –             |
| dts – Vittoria dopo i tempi supplementari; dtr – vittoria dopo i tiri di rigore |               |              |              |              |               |              |              |              |               |              |               |

### Classifica della regular season
(Situazione al termine della regular season, 7 febbraio 2021

| Pos. | Squadra                                                             | PG | V  | P                         | VOT | POT | GF  | GS  | DR  | Punti |
| --- | ------------------------------------------------------------------- | -- | -- | ------------------------- | --- | --- | --- | --- | --- | ----- |
| 1 | Bolzano                                                             | 40 | 23 | 8                         | 4   | 5   | 128 | 78  | +50 | 82    |
| 2 | KAC                                                                 | 40 | 23 | 10                        | 3   | 4   | 122 | 80  | +42 | 79    |
| 3 | Fehérvár AV19                                                       | 40 | 20 | 10                        | 5   | 5   | 136 | 115 | +21 | 75    |
| 4 | Vienna Capitals                                                     | 40 | 17 | 12                        | 7   | 4   | 129 | 109 | +20 | 69    |
| 5 | Red Bull Salisburgo                                                 | 40 | 19 | 13                        | 3   | 5   | 120 | 105 | +15 | 68    |
| 6 | Dornbirn                                                            | 40 | 15 | 16                        | 6   | 3   | 123 | 112 | +11 | 60    |
| 7 | Bratislava Capitals                                                 | 40 | 14 | 20                        | 3   | 3   | 104 | 133 | -29 | 51    |
| 8 | Graz 99ers                                                          | 40 | 13 | 19                        | 4   | 4   | 109 | 135 | -26 | 51    |
| 9 | Innsbruck                                                           | 40 | 13 | 19                        | 3   | 5   | 130 | 140 | -10 | 50    |
| 10 | Villacher SV                                                        | 40 | 9  | 22                        | 5   | 4   | 93  | 135 | -42 | 41    |
| 11 | Black Wings Linz                                                    | 40 | 10 | 27                        | 1   | 2   | 81  | 133 | -52 | 34    |
| \| \| Qualificata al Pick Round ed alla Champions Hockey League 2021-2022 \| \| \| Qualificate al Pick Round \| \| \| Qualificate al Qualification Round \| \| \| \| |                                                                     |    |    |                           |     |     |     |     |     |       |
| | Qualificata al Pick Round ed alla Champions Hockey League 2021-2022 |    |    | Qualificate al Pick Round |     |     |     |     |     |       |
| | Qualificate al Qualification Round                                  |    |    |                           |     |     |     |     |     |       |

## Seconda fase

### Pick round

#### Incontri
| In casa                                                                         | In trasferta | In trasferta | In trasferta | In trasferta | In trasferta |
| ------------------------------------------------------------------------------- | ------------ | ------------ | ------------ | ------------ | ------------ |
| In casa                                                                         | HCB          | KAC          | AVS          | VIC          | RBS          |
| Bolzano                                                                         | –            | 2:3          | 4:3          | 1:3          | 4:2          |
| KAC                                                                             | 4:2          | –            | 4:2          | 1:2dts       | 3:5          |
| Fehérvár AV19                                                                   | 5:6          | 5:3          | –            | 3:11         | 0:7          |
| Vienna Capitals                                                                 | 3:4dts       | 4:5dts       | 1:6          | –            | 3:4dts       |
| Red Bull Salisburgo                                                             | 0:4          | 2:5          | 4:1          | 3:2          | –            |
| dts – Vittoria dopo i tempi supplementari; dtr – vittoria dopo i tiri di rigore |              |              |              |              |              |

#### Classifica del pick round
Le squadre classificate ai primi tre posti della regular season hanno avuto un bonus di punti decrescente: 4, 2 e 1 punto.
| Pos. | Squadra                                                                                  | PG | V | P                                   | VOT | POT | GF | GS | DR  | Pt. (bonus) |
| --- | ---------------------------------------------------------------------------------------- | -- | - | ----------------------------------- | --- | --- | -- | -- | --- | ----------- |
| 1 | Bolzano                                                                                  | 8  | 4 | 3                                   | 1   | 0   | 27 | 23 | +4  | 18 (4)      |
| 2 | KAC                                                                                      | 8  | 4 | 2                                   | 1   | 1   | 28 | 24 | +4  | 17 (2)      |
| 3 | Red Bull Salisburgo                                                                      | 8  | 4 | 3                                   | 1   | 0   | 27 | 22 | +5  | 14 (0)      |
| 4 | Vienna Capitals                                                                          | 8  | 2 | 2                                   | 1   | 3   | 29 | 27 | +2  | 11 (0)      |
| 5 | Fehérvár AV19                                                                            | 8  | 2 | 6                                   | 0   | 0   | 25 | 40 | -15 | 7 (1)       |
| \| \| Qualificata alla Champions Hockey League 2021-2022 e con diritto di scelta per i playoff \| \| \| Con diritto di scelta per i playoff \| |                                                                                          |    |   |                                     |     |     |    |    |     |             |
| | Qualificata alla Champions Hockey League 2021-2022 e con diritto di scelta per i playoff |    |   | Con diritto di scelta per i playoff |     |     |    |    |     |             |

### Qualification Round

#### Incontri
| In casa                                                                         | In trasferta | In trasferta | In trasferta | In trasferta | In trasferta | In trasferta |
| ------------------------------------------------------------------------------- | ------------ | ------------ | ------------ | ------------ | ------------ | ------------ |
| In casa                                                                         | DEC          | BRC          | G99          | HCI          | VSV          | BWI          |
| Dornbirn                                                                        | –            | 2:1dts       | 4:1          | 4:5dtr       | 5:6dtr       | 1:4          |
| Bratislava Capitals                                                             | 4:3dtr       | –            | 4:2          | 2:3          | 3:5          | 4:2          |
| Graz 99ers                                                                      | 2:1          | 2:3          | –            | 3:2          | 1:5          | 3:5          |
| Innsbruck                                                                       | 3:5          | 0:3          | 4:3          | –            | 1:3          | 5:2          |
| Villacher SV                                                                    | 3:4          | 3:2dts       | 2:4          | 4:3          | –            | 4:2          |
| Black Wings Linz                                                                | 5:3          | 4:0          | 2:1          | 5:4dts       | 5:3          | –            |
| dts – Vittoria dopo i tempi supplementari; dtr – vittoria dopo i tiri di rigore |              |              |              |              |              |              |

#### Classifica del qualification round
Le squadre hanno ricevuto un punteggio bonus a seconda della posizione al termine della regular season, dagli 8 punti della 6ª classificata agli 0 punti dell'ultima.
| Pos.                                                           | Squadra                   | PG | V | P                  | VOT | POT | GF | GS | DR  | Pt. (bonus) |
| -------------------------------------------------------------- | ------------------------- | -- | - | ------------------ | --- | --- | -- | -- | --- | ----------- |
| 1                                                              | Dornbirn                  | 10 | 3 | 3                  | 1   | 3   | 32 | 34 | -2  | 22 (8)      |
| 2                                                              | Bratislava Capitals       | 10 | 4 | 3                  | 1   | 2   | 26 | 26 | 0   | 22 (6)      |
| 3                                                              | Villacher SV              | 10 | 5 | 3                  | 2   | 0   | 38 | 30 | +8  | 20 (1)      |
| 4                                                              | Black Wings Linz          | 10 | 6 | 3                  | 1   | 0   | 36 | 28 | +8  | 20 (0)      |
| 5                                                              | Innsbruck                 | 10 | 3 | 5                  | 1   | 1   | 30 | 34 | -4  | 14 (2)      |
| 6                                                              | Graz 99ers                | 10 | 3 | 7                  | 0   | 0   | 22 | 32 | -10 | 13 (4)      |
| \| \| Qualificate per i playoff \| \| \| Stagione terminata \| |                           |    |   |                    |     |     |    |    |     |             |
|                                                                | Qualificate per i playoff |    |   | Stagione terminata |     |     |    |    |     |             |

## Play-off
Subito dopo il termine dell'ultima giornata di Pick Round e Qualification Round, le squadre classificate nei primi tre posti del Pick Round hanno scelto il proprio avversario per i quarti di finale: nell'ordine il Bolzano ha scelto i Bratislava Capitals, il Klagenfurter AC ha scelto il Villacher SV e il Salisburgo ha scelto il Dornbirn.

### Tabellone
|  | Quarti di finale | Quarti di finale    | Quarti di finale    | Quarti di finale | Quarti di finale | Quarti di finale | Quarti di finale | Quarti di finale | Quarti di finale    |                 |   | Semifinali | Semifinali | Semifinali | Semifinali | Semifinali | Semifinali | Semifinali | Semifinali | Semifinali |  |    | Finali  | Finali | Finali | Finali | Finali | Finali | Finali | Finali | Finali |  |  |
|  |                  |                     |                     |                  |                  |                  |                  |                  |                     |                 |   |            |            |            |            |            |            |            |            |            |  |    |         |        |        |        |        |        |        |        |        |  |  |
|  | 1P               | Bolzano             | 1                   | 7                | 2†               | 4                | 3                |                  |                     |                 |   |            |            |            |            |            |            |            |            |            |  |    |         |        |        |        |        |        |        |        |        |  |  |
|  | 2Q               | Bratislava Capitals | 2                   | 2                | 1                | 3                | 2                |                  |                     |                 |   |            |            |            |            |            |            |            |            |            |  |    |         |        |        |        |        |        |        |        |        |  |  |
|  | 2Q               | Bratislava Capitals | 2                   | 2                | 1                | 3                | 2                |                  | 1P                  | Bolzano         | 2 | 1          | 6          | 1          | 4          | 3†         |            |            |            |            |  |    |         |        |        |        |        |        |        |        |        |  |  |
|  |                  |                     |                     |                  |                  |                  |                  |                  |                     | Bolzano         | 2 | 1          | 6          | 1          | 4          | 3†         |            |            |            |            |  |    |         |        |        |        |        |        |        |        |        |  |  |
|  |                  | 4P                  | Vienna Capitals     | 1                | 2                | 3                | 4                | 2                | 2                   |                 |   |            |            |            |            |            |            |            |            |            |  |    |         |        |        |        |        |        |        |        |        |  |  |
|  | 4P               | 4P                  | Vienna Capitals     | 1                | 2                | 3                | 4                | 2                | 2                   | Vienna Capitals | 6 | 3          | 1          | 6          |            |            |            |            |            |            |  |    |         |        |        |        |        |        |        |        |        |  |  |
|  | 4P               |                     |                     |                  |                  |                  |                  |                  |                     | Vienna Capitals | 6 | 3          | 1          | 6          |            |            |            |            |            |            |  |    |         |        |        |        |        |        |        |        |        |  |  |
|  | 5P               | Fehérvár AV19       | 1                   | 2                | 0                | 0                |                  |                  |                     |                 |   |            |            |            |            |            |            |            |            |            |  |    |         |        |        |        |        |        |        |        |        |  |  |
|  |                  |                     |                     |                  |                  |                  |                  |                  |                     |                 |   |            |            |            |            |            |            |            |            |            |  | 1P | Bolzano | 0      | 4      | 2      | 1      | 3      |        |        |        |  |  |
|  |                  |                     | 2P                  | KAC              | 6                | 5                | 0                | 2†               | 5                   |                 |   |            |            |            |            |            |            |            |            |            |  |    |         |        |        |        |        |        |        |        |        |  |  |
|  | 2P               | KAC                 | 5                   | 3                | 3                | 3                | 4                |                  |                     |                 |   |            |            |            |            |            |            |            |            |            |  |    |         |        |        |        |        |        |        |        |        |  |  |
|  | 3Q               | Villacher SV        | 1                   | 6                | 2                | 2                | 1                |                  |                     |                 |   |            |            |            |            |            |            |            |            |            |  |    |         |        |        |        |        |        |        |        |        |  |  |
|  | 3Q               | Villacher SV        | 1                   | 6                | 2                | 2                | 1                |                  | 2P                  | KAC             | 4 | 3†         | 6          | 3          | 1          |            |            |            |            |            |  |    |         |        |        |        |        |        |        |        |        |  |  |
|  |                  |                     |                     |                  |                  |                  |                  |                  |                     | KAC             | 4 | 3†         | 6          | 3          | 1          |            |            |            |            |            |  |    |         |        |        |        |        |        |        |        |        |  |  |
|  |                  | 3P                  | Red Bull Salisburgo | 2                | 2                | 0                | 4                | 0                |                     |                 |   |            |            |            |            |            |            |            |            |            |  |    |         |        |        |        |        |        |        |        |        |  |  |
|  | 3P               | 3P                  | Red Bull Salisburgo | 2                | 2                | 0                | 4                | 0                | Red Bull Salisburgo | 0               | 3 | 4          | 6          | 1          | 3          |            |            |            |            |            |  |    |         |        |        |        |        |        |        |        |        |  |  |
|  | 3P               |                     |                     |                  |                  |                  |                  |                  | Red Bull Salisburgo | 0               | 3 | 4          | 6          | 1          | 3          |            |            |            |            |            |  |    |         |        |        |        |        |        |        |        |        |  |  |
|  | 1Q               | Dornbirn            | 2                   | 6                | 1                | 4                | 0                | 0                |                     |                 |   |            |            |            |            |            |            |            |            |            |  |    |         |        |        |        |        |        |        |        |        |  |  |

Legenda: † = partita terminata ai tempi supplementari

### Quarti di finale

#### Gara 1
| Arbitri: | Thomas Berneker Milan Zrnic |

|                                |           |                                                        |
| Gazley (Plastino, Halmo) 30:54 | Marcatori | 13:38 Fortier (Hults) 20:55 Kostsitsyn (Mrazik, Higgs) |

| Arbitri: | Tomas Hronsky Christoph Sternat |

| |           |                        |
| Loney (Besse, Wall) 13:19 Hartl (Rotter, Wukovits) 22:36 Loney (Vause) 29:01 Rotter (Lakos, Bauer) 42:08 Wukovits (Loney) 52:48 Großlercher (Hackl, Kittinger) 58:24 | Marcatori | 24:06 Bartalis (Petan) |

| Arbitri: | Stefan Siegel Ladislav Smetana |

|  |           |                                                 |
|  | Marcatori | 36:18 Luciani (Mackenzie) 57:37 Woger (Nilsson) |

| Arbitri: | Trpmir Piragic Viktor Trilar |

| |           |                        |
| Witting (Ticar, Steffler) 4:48 Bischofberger (Witting, Kernberger) 5:31 M. Fraser (Petersen, Gregorc) 33:55 Haudum (Unterweger, Ganahl) 34:26 M. Fraser (Ticar, Petersen) 50:12 | Marcatori | 27:09 Ulmer (Kornelli) |

#### Gara 2
| Arbitri: | Ladislav Smetana Christoph Sternat |

|                                                        |           | |
| Fortier (Kostsitsyn, Higgs) 18:44 Hults (Mrazik) 35:17 | Marcatori | 23:38 Bardaro (Catenacci) 24:45 Findlay (Gazley, Tauferer) 26:50 Insam (Giliati, Alberga) 31:21 Catenacci (Gazley, Plastino) 31:59 Plastino (Miceli, Bernard) 37:46 Bardaro 41:01 Plastino (Findlay, Gazley) |

| Arbitri: | Trpimir Piragic Christian Ofner |

|                                                     |           |                                                                                              |
| Hari (Caruso, Hargrove) 28:27 Stipsicz (Hari) 44:58 | Marcatori | 19:49 Loney (Johnson, Nissner) 29:51 Archibald (Gauthier Leduc) 39:43 Nissner (Loney, Besse) |

| Arbitri: | Patrick Fichtner Kristijan Nikolic |

| |           |                                                                           |
| Salmela (Jevpalos, Woger) 1:16 Mackenzie (Rapuzzi, Yogan) 6:27 Nilsson (Macierzynski, Häußle) 7:22 Woger (Luciani, Macierzynski) 23:54 Luciani (Yogan, Kokkila) 49:00 Nilsson (Kokkila) 56:05 | Marcatori | 27:28 Huber (Schofield, Ortega) 48:36 Rauchenwald 58:06 M. Huber (Joslin) |

| Arbitri: | Stefan Siegel Milan Zrnic |

| |           |                                                                                |
| Kosmachuk (Caron, Zauner) 1:55 Gill (Caron, Kosmachuk) 4:36 J. Fraser (Mangene, Collins) 12:53 Ulmer (Maxa, J. Fraser) 29:00 Caron (Gill, Schmidt) 51:32 J. Fraser 59:52 | Marcatori | 6:21 Strong (Ticar) 9:09 Haudum (Koch) 38:46 Hundertpfund (Ganahl, Unterweger) |

#### Gara 3
| Arbitri: | Christian Ofner Trpmir Piragic |

|                                                      |           |                  |
| Halmo (Bardaro, Fournier) 2:52 Findlay (Frank) 64:50 | Marcatori | 27:21 Kostsitsyn |

| Arbitri: | Ladislav Smetana Viktor Trilar |

|                              |           |  |
| Nissner (Loney, Besse) 23:03 | Marcatori |  |

| Arbitri: | Thomas Berneker Milan Zrnic |

| |           |                                    |
| Espeland (Hughes, Rauchenwald) 8:34 Varejcka (Joslin, P. Huber) 24:30 Raffl (Espeland) 27:52 Rauchenwald 47:22 | Marcatori | 32:52 Pavlovs (Luciani, Mackenzie) |

| Arbitri: | Tomas Hronsky Christoph Sternat |

|                                                                                                  |           |                                                                   |
| Fraser (Haudum, Kernberger) 12:23 Ticar (Petersen, Ganahal) 24:45 Fraser (Haudum, Vallant) 53:47 | Marcatori | 0:27 Pollastrone (Collins, Mangene) 22:41 Gill (Kosmachuk, Caron) |

#### Gara 4
| Arbitri: | Patrick Fichtner Stefa Siegel |

|                                                                                     |           | |
| Miklík (Guimond, Bubela) 21:58 Bezak (Guimond, Faith) 32:38 Higgs (Kotsitsyn) 53:04 | Marcatori | 18:36 Miceli (Bernard) 45:46 Bernard (Plastino, Halmo) 46:02 Findlay (Frank) 49:35 Frigo (Miceli, Fournier) |

| Arbitri: | Tomas Hronsky Milan Zrnic |

|  |           | |
|  | Marcatori | 6:09 Loney (Wall) 11:01 Besse (Hackl, Loney) 15:08 Hartl (Wukovits, Rotter) 40:48 Archibald (Wukovits, Lakos) 47:46 Loney (Archibald, Gauthier Leduc) 53:13 Lakos (Wukovits, Archibald) |

| Arbitri: | Christian Ofner Trpimir Piragic |

| |           | |
| Luciani (Rapuzzi, Yogan) 29:43 Woger (Nilsson, Pavlovs) 30:30 Luciani 43:54 Yogan (Luciani, Mckenzie) 59:49 | Marcatori | 6:32 Ortega (M. Huber, Joslin) 9:14 Schofield (Ortega) 22:32 Ortega (M. Huber, Schofield) 46:21 Ortega (Joslin, Skille) 54:04 McIntyre (Baltram, Heinrich) 58:52 Baltram |

| Arbitri: | Thomas Berneker Ladislav Smetana |

|                                                                     |           |                                                                                    |
| Pollastrone (Mangene, J. Fraser) 27:55 Ulmer (Schmidt, Caron) 56:59 | Marcatori | 6:48 M. Fraser (Haudum) 36:46 Petersen (Hundertpfund, Bischofberger) 38:42 Witting |

#### Gara 5
| Arbitri: | Thomas Berneker Milan Zrnic |

|                                                                                             |           |                                                   |
| Findlay (Gazley, Robertson) 18:01 Gazlay (Findley) 21:04 Halmo (Catenacci, Robertson) 49:50 | Marcatori | 8:29 Hulls (Higgs) 52:28 Fortier (Faith, Guimond) |

| Arbitri: | Patrick Fichtner Ladislav Smetana |

|                                   |           |  |
| Baltram (Heinrich, Chorney) 25:15 | Marcatori |  |

| Arbitri: | Trpimir Piragic Viktor Trilar |

| |           |                               |
| Koch (M. Fraser) 0:34 Petersen (M. Fraser, Ticar) 7:36 Bischofberger (Witting, Hundertpfund) 38:44 Ticar (Gregorc, Steffler) 58:09 | Marcatori | 27:11 Gill (Ulmer, J. Fraser) |

#### Gara 6
| Arbitri: | Stefan Siegel Milan Zrnic |

|  |           | |
|  | Marcatori | 18:03 Baltram (M. Huber, Hochkofler) 36:05 Baltram (Hochkofler, McIntyre) 59:59 M. Huber (McIntyre, Baltram) |

### Semifinali

#### Gara 1
| Arbitri: | Trpimir Piragic Viktor Trilar |

|                                                                      |           |                           |
| Bernard (Fournier, Giliati) 1:46 Robertson (Fournier, Bardaro) 42:13 | Marcatori | 24:04 Nissner (Kittinger) |

| Arbitri: | Tomas Hronsky Christoph Sternat |

| |           |                                                                  |
| Fraser (Gregorc, Koch) 12:45 Gregorc (Petersen) 21:39 Petersen (Schumnig, Fraser) 27:09 Bischofsberger (Hundertpfund, Witting) 39:20 | Marcatori | 21:58 McIntyre (Hughes, Heinrich) 22:59 Skille (Raffl, Espeland) |

#### Gara 2
| Arbitri: | Tomas Hronsky Christoph Sternat |

|                                                                              |           |                               |
| Gautier Leduc (Wukovits, Johnson) 39:30 Nissner (Loney, Gautier Leduc) 49:07 | Marcatori | 18:51 Frank (Miceli, Findlay) |

| Arbitri: | Stefan Siegel Ladislav Smetana |

|                                                                         |           | |
| Rauchenwald (Espeland, Heinrich) 27:59 Heinrich (Baltram, Hughes) 56:10 | Marcatori | 13:11 Tikar (Ganahl, Petersen) 59:34 Tikar (Koch, Gregorc) 64:22 Unterweger (Bischofberger, Hundertpfund) |

#### Gara 3
| Arbitri: | Stefan Siegel Ladislav Smetana |

| |           |                                                                                                 |
| Bardaro (Halmo, Catenacci) 12:02 Findlay (Di Perna, Miceli) 13:11 Halmo (Bardaro, Findlay) 19:19 Frank (Insam) 34:13 Miceli (Bernard, Giliati) 43:48 Frigo (Halmo) 59:40 | Marcatori | 12:41 Richter (Lakos, Großlercher) 21:43 Loney (Besse, Nissner) 46:00 Wukovits (Preiser, Peter) |

| Arbitri: | Trpmir Trilagic Viktor Trilar |

| |           |  |
| Hundertpfund (Bischofberger, Steffler) 3:10 Witting (Unterweger, Bischofberger) 18:51 Hundertpfund (Haudum, Unterweger) 37:00 Petersen (Ticar, Gregorc) 41:36 Ganahl (Petersen, Ticar) 45:13 Petersen (Gregorc, Fraser) 56:33 | Marcatori |  |

#### Gara 4
| Arbitri: | Trpmir Piragic Viktor Trilar |

| |           |                           |
| Vause (Archibald, Hartl) 10:08 Richter (Wukovits) 37:27 Loney (Wukovits) 57:47 Nissner (Loney) 59:51 | Marcatori | 28:11 Robertson (Bardaro) |

| Arbitri: | Thomas Hronsky Christoph Sternat |

| |           |                                                                                                   |
| Heinrich (Varejcka, Joslin) 3:32 Ortega (Schreier, M. Huber) 10:30 Hughes (Espeland, Rauchenwald) 31:39 McIntyre (Joslin, Chorney) 58:52 | Marcatori | 4:25 Gregorc (Petersen, Ganahl) 24:36 Petersen (Gregorc, Fraser) 59:17 Gregorc (Schumnig, Haudum) |

#### Gara 5
| Arbitri: | Trpimir Piragic Christoph Sternat |

| |           |                                                 |
| Miceli (Findlay) 23:21 Bernard 28:34 Halmo (Bardaro, Findlay) 19:19 Fournier (Findlay, Frank) 48:44 Frigo (Plastino) 59:27 | Marcatori | 18:55 Loney (Peter, Nissner) 27:26 Loney (Wall) |

| Arbitri: | Stefan Siegel Ladislav Smetana |

|                                     |           |  |
| Unterweger (Ganahl, Petersen) 25:27 | Marcatori |  |

#### Gara 6
| Arbitri: | Stefan Siegel Ladislav Smetana |

|                                              |           | |
| Loney (Nissner) 13:55 Vause (Campbell) 32:47 | Marcatori | 39:03 Findlay (Plastino, Fournier) 59:51 Bardaro (Frigo, Robertson) 73:11 Miceli (Robertson, Plastino) |

### Finale

#### Gara 1
| Arbitri: | Trpimir Piragic Christoph Sternat |

|  |           | |
|  | Marcatori | 11:28 Schumnig (Ticar) 28:20 Petersen (Schumnig) 38:01 Petersen (Koch, Ticar) 48:30 Haudum (Hundertpfund) 50:18 Hundertpfund (Ganahl, Obersteiner) 54:24 Petersen (Ticar) |

#### Gara 2
| Arbitri: | Stefan Siegel Ladislav Smetana |

| |           | |
| M. Geier (Witting) 19:31 Fraser (Petersen, Gregorc) 21:12 Haudum 37:39 Haudum (Ganahl, Unterweger) 43:15 Bischofberger 54:40 | Marcatori | 7:17 Robertson (Miceli) 28:31 Fournier (Miceli, Robertson) 39:48 Bardaro (Frigo, Catenacci) 58:57 Catenacci (Robertson, Findlay) |

#### Gara 3
| Arbitri: | Trpimir Piragic Viktor Trilar |

|                                                              |           |  |
| Frank (Findlay, Gazley) 47:50 Alberga (Frigo, Bernard) 59:17 | Marcatori |  |

#### Gara 4
| Arbitri: | Ladislav Smetana Christoph Sternat |

|                                                     |           |                        |
| Fraser (Koch, Haudum) 0:16 Gregorc (Petersen) 63:25 | Marcatori | 47:25 Bernard (Miceli) |

#### Gara 5
| Arbitri: | Trpimir Piragic Viktor Trilar |

|                                                                                              |           | |
| Frigo (Miceli, Robertson) 5:08 Gazley (Halmo, Catenacci) 33:03 Findlay (Halmo, Gazley) 48:47 | Marcatori | 17:07 Petersen (Ticar, Bischofberger) 21:24 Fraser (Ticar, Petersen) 26:01 Ticar (Fraser, Koch) 41:26 Fraser (Ticar, Koch) 58:52 Geier (Bischofberger, Strong) |

## Verdetti
- Campione della ICE Hockey League 2020-2021:  KAC
- Campione d'Austria 2020-2021:  KAC
- Qualificate alla Champions Hockey League 2021-2022:
  -  Bolzano (primo classificato nella regular season e nel pick round)
  -  KAC (secondo classificato del pick round)
  -  Red Bull Salisburgo (terzo classificato del pick round)